# Савка африканська
Савка африканська (Oxyura maccoa) — вид водних птахів родини качкових (Anatidae). Поширений в Африці.

## Поширення
Вид має великий ареал, який поділяється на північну популяцію, що зустрічається в Еритреї, Ефіопії, Кенії і Танзанії, і південну популяцію, знайдену в Анголі, Ботсвані, Намібії, Південній Африці та Зімбабве.

## Опис
Довжина тіла 46–51 см; маса тіла самок 516—720 г, самця 820 г. Самець із характерним пухким каштановим тілом, короткою шиєю, чорною головою, синім опуклим дзьобом і чорними ногами. Самиці та деякі самці дуже темно-коричневі в оперенні, а самиці також мають світлу смужку під оком і блідий підлокітник, що робить голову смугастою. Під час польоту крила зверху рівномірно чорні.

## Спосіб життя
Раціон складається з дрібного насіння і зеленої частини. Дрібні організми відіграють лише незначну роль у харчуванні. Період розмноження починається з настанням сезону дощів. Тому він проходить у різний час у різних регіонах. Самиця вибирає місце для гніздування і сама займається будівництвом гнізда. Будує гнізда в очеретяних заростях на мілководді. Період розмноження триває від 25 до 27 днів. Середня кладка складається з п’яти яєць. Яйця блідо-зеленуватого кольору. Насиджує пташенят тільки самка. Молоді птахи здатні літати з 8-го тижня. Статевої зрілості вони досягають приблизно в однорічному віці.